# 895 هـ
895 هـ هي سنة في التقويم الهجري امتدت مقابلةً في التقويم الميلادي بين سنتي 1489 و1490.

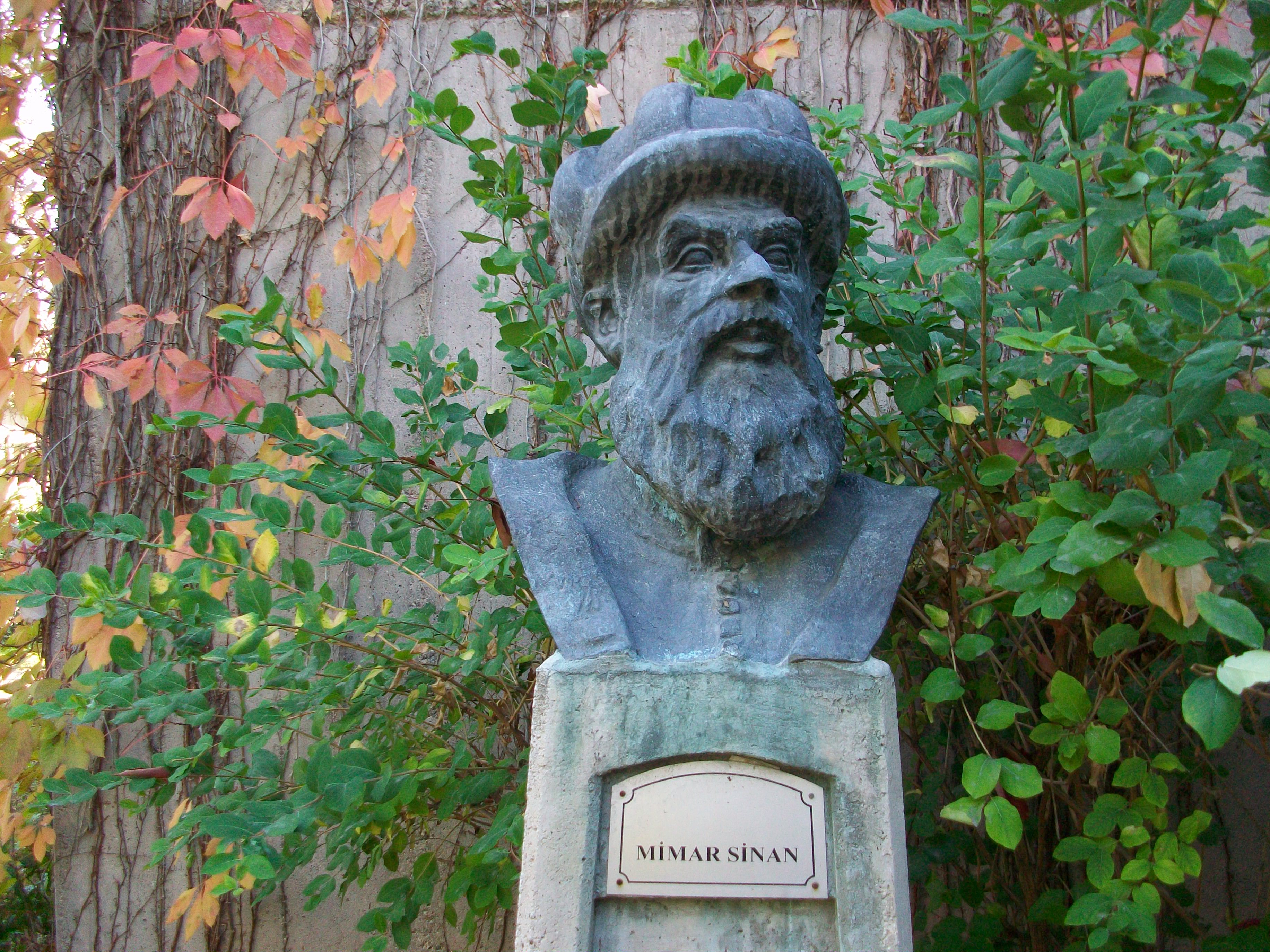
معمار سنان

## مواليد
- معمار سنان

## وفيات
- أبو زكرياء يحيى الثالث
- محمد بن يوسف السنوسي